# Overton megye
Overton megye az Amerikai Egyesült Államokban, azon belül Tennessee államban található. Megyeszékhelye és legnagyobb városa Livingston. Lakosainak száma 22 511 fő (2020. április 1.). Overton megye Pickett, Putnam, Clay, Jackson és Fentress megyékkel határos.

## Népesség
A megye népességének változása:
| Lakosok száma | 22 089 | 22 172 | 22 219 | 22 075 | 22 129 | 22 511 |
|               | 2010   | 2011   | 2012   | 2013   | 2015   | 2020   |